# Praia dos Açores
La Praia dos Açores est une plage de la municipalité de Florianópolis, au Brésil. Elle se situe au sud de l'île, face à l'océan Atlantique, à 31 km du centre ville, entre les plages de praia do Pântano do Sul et praia da Solidão.